# Novyj Rim
Novyj Rim (in russo Новый Рим?) è un singolo della cantante ucraina Loboda, pubblicato il 6 dicembre 2019 come secondo estratto dal primo EP Sold Out.

## Video musicale
Il video musicale, reso disponibile il 25 febbraio 2020, è stato diretto da Alan Badojev.

## Accoglienza
Artur Gasparjan e Il'ja Legostaev di Moskovskij komsomolec hanno notato la sperimentalità della traccia e l'hanno definita "un potenziale blockbuster". Aleksej Mažaev di InterMedia ha affermato che nella canzone la franchezza supera il limite dell'oltraggioso. Secondo il recensore di MTV, questa traccia è destinata ai poliglotti, perché per capire il testo non è più sufficiente conoscere solo il russo - almeno servono tedesco e inglese, più lo slang.

## Tracce
Testi e musiche di Artem Ivanov e Anatolij Alekseev.
Download digitale
1. Novyj Rim – 3:47

## Classifiche
| Classifica (2020) | Posizione massima |
| ----------------- | ----------------- |
| Russia            | 67                |
| Ucraina           | 32                |